# سلحفاة مخوذة إفريقية
السلحفاة المخوذة الإفريقية أو حَفَّاصَة (الاسم العلمي Pelomedusa subrufa)، والمعروفة أيضًا باسم سلحفاة المستنقع، السلحفاة التمساحية، وفي تجارة الحيوانات الأليفة تعرف باسم سلحفاة الجانبية الرقبة الإفريقية، هي نوع من أنواع سلاحف جانبية الرقبة من فصيلة الحفاصيات. يوجد هذا النوع بشكل طبيعي في المسطحات المائية العذبة والراكدة في معظم أنحاء إفريقيا جنوب الصحراء، وفي جنوب اليمن.